# Sint-Petrus en Pauluskerk (Middelburg)

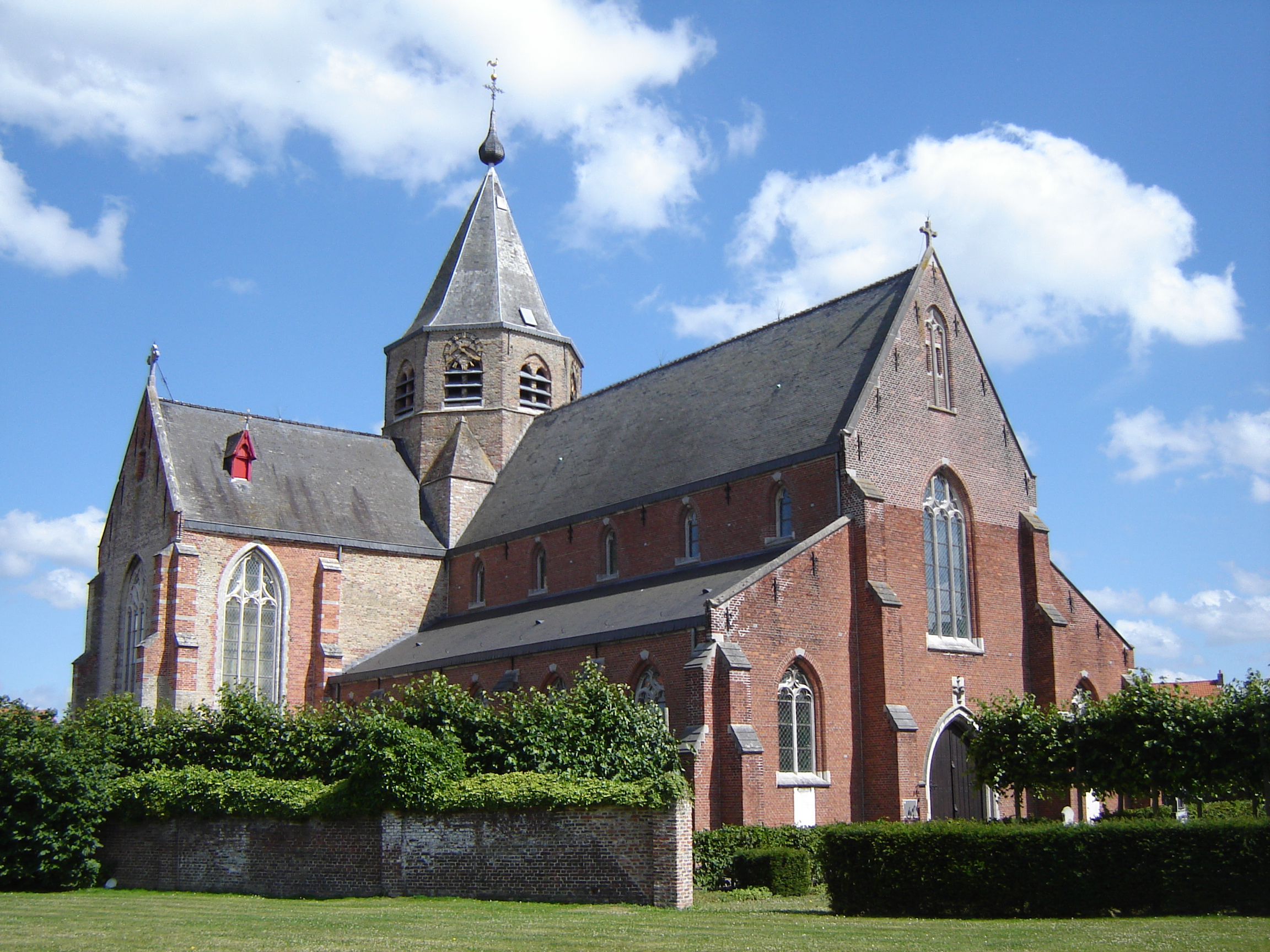
Sint-Petrus en Pauluskerk

De Sint-Petrus en Pauluskerk is een kerkgebouw in de tot de Oost-Vlaamse gemeente Maldegem behorende plaats Middelburg, gelegen aan de Middelburgse Kerkstraat.

## Geschiedenis
De kerk werd gebouwd in 1452-1458 in opdracht van Pieter Bladelin, welke het patronaatsrecht verwierf. In 1470 werd een kapittel van zes kanunniken aan de kerk verbonden.
De godsdienstoorlogen, eind 16e eeuw, leidden ook tot schade aan deze kerk, waarop herstelwerkzaamheden volgden. Eind 19e eeuw werd het gebouw gerestaureerd en van 1889-1895 werd een nieuwe westgevel in neogotische stijl toegevoegd, naar ontwerp van Frans van Wassenhove. De toren werd voorzien van een knopvormige bekroning van de spits. Omstreeks 1902 werd ook een groot deel van het kerkmeubilair vernieuwd.
In de herfst van 1944 werd de kerk zwaar beschadigd door beschietingen, en nadien werd deze schade hersteld.

## Gebouw
Het betreft een driebeukige bakstenen kruiskerk met een achtkante vieringtoren. Het huidige koor, het transept en de toren hebben een 15e-eeuwse kern doch zijn later herhaaldelijk hersteld. Het schip is in wezen 19e-eeuws.

## Meubilair
De kerk bevat diverse 17e-eeuwse kopieën van schilderijen, zoals van de Bladelintriptiek (Vlaamse Meesters in Situ en Vlaamse Meesters op hun plek)  van Rogier van der Weyden, door Jan Rycx (1630-1631). Ook is er een kopie van de Aanbidding der herders door Peter Paul Rubens. Uit het atelier van Jacob I van Oost is een Onze-Lieve-Vrouw van de Carmel schenkt de rozenkrans aan Simon Stock (1671-1675). Uit het atelier van Pieter Brueghel de Jonge is een schilderij deat De Kruisdraging verbeeld (1e helft 17e eeuw). Aan Bernard Fricx wordt een Het martelaarschap van Sint-Sebastiaan toegeschreven (1775).
Diverse 18e-eeuwse heiligenbeelden zijn aanwezig: Een Sint-Anna met Maria in gepolychromeerd hout, Onze-Lieve-Vrouw van Smarten, bustes van Petrus en Paulus en van de vier Evangelisten, Sint-Hubertus, een houten kruisbeeld (1761). Daarnaast zijn er ook beelden uit de 19e en 20e eeuw.
Er is een eikenhouten communiebank in rococostijl door Pieter van Walleghem (1e kwart 18e eeuw), een preekstoel in Lodewijk XV-stijl, een biechtstoel in barokstijl (1676) en een biechtstoel van 1760-1761. De kerk bezit een graftombe van Pieter Bladelin, waarop diens wapenschild is aangebracht.